# Mar querandinense
Se denomina mar querandinense, también llamado mar platense, transgresión querandinense o transgresión querandí, a un cuerpo marino desaparecido que se formó en el centro-este del Cono Sur de América del Sur durante una transgresión marina del Holoceno.

## Generalidades
Durante el Holoceno en lo que hoy es el centro-este de la Argentina y el sudoeste del Uruguay ocurrió una importante y última elevación del nivel marino que produjo el avance de las aguas del actual sector norte del mar Argentino sobre los territorios que hoy ocupan el Río de la Plata el río Uruguay inferior y la totalidad del río Paraná inferior y su delta homónimo. 
En la zona, varios avances marinos menores se desarrollaron solo en el subsuelo y en el bajo litoral costero de la provincia de Buenos Aires, son las transgresiones «interensenadense», «belgranense», «platense». 
Una de las transgresiones sobrepasa a las restantes por ser de mayor magnitud, es la denominada «transgresión Querandí», la que formó, durante unos miles de años, un penetrante cuerpo marino agolfado denominado “mar querandinense”. Este mar llevó las aguas marinas (y, por lo tanto, la desembocadura del río Paraná en el océano) hasta la línea formada por el Puente Rosario-Victoria que une las ciudades de Rosario, en la provincia de Santa Fe, y Victoria, en la de Entre Ríos, continuando por el sur de esta última hacia el este, desarrollando una neta y medanosa línea de costa marina que cruzaba por el río Gualeguay, Médanos y Ceibas hasta la zona de Gualeguaychú-Fray Bentos, donde se producía la desembocadura del río Uruguay. En los sectores del sur de Entre Ríos al norte de la barrera arenosa costera la constitución de esta última determinó que se cerrara el drenaje de amplios espacios donde se formaron lagunas marginales (como la laguna del Pescado) y humedales de importante extensión.

## Historia del proceso transgresivo
El proceso transgresivo se inició entre 18 y 20 mil años AP, en coincidencia con grandes fluctuaciones climáticas acaecidas durante el Cuaternario. Durante el límite entre el Pleistoceno tardío con el Holoceno temprano, el nivel del mar se encontraba 15 metros por debajo de la actual cota oceánica. El río Paraná desembocaba directamente en el mar, en inmediaciones de la ciudad de Punta del Este al sudoriente del Uruguay.
En la región en donde hoy se despliegan el delta del Paraná y el Río de la Plata, se desarrollaba una llanura cubierta de estepas graminosas húmedas o subhúmedas, la que era intersecada por el citado río. La estepa era seccionada por una cuña boscosa que se extendía desde el norte, inducida parcialmente por los colectores fluviales.
Las precipitaciones en las cabeceras de los grandes ríos mesopotámicos eran entre un 25 y un 35 % inferiores a las actuales, lo que sumado al descenso del nivel marino, hacían que la circulación de los primitivos habitantes humanos (paleoindígenas) entre las márgenes fluviales resultase sencilla.
Este escenario comenzó a cambiar por un sostenido aumento del nivel marino, de unos 5 metros, alcanzando en el año 8000 AP la cota de 10 metros por debajo del actual nivel del mar. La marcada tendencia no varió durante el Holoceno medio, y en solo mil años aumentó otros 10 metros, igualando el actual nivel marino hacia el año 7000 AP. Las aguas continuaron su ascenso hasta que en un periodo comprendido entre los años 6500 y 6000 AP lograron llegar a su nivel máximo: 6,5 metros sobre el nivel actual. En este contexto, un profundo golfo estuárico dividió el paisaje, la fauna y las poblaciones humanas, promoviendo una separación biótica al impedir el flujo genético, favoreciendo proceso de especiación subespecífica. Solo la denominada isla Ibicuy permaneció emergida a 20 km de la costa continental más cercana.
Durante la permanencia de este mar, en el área costera del nordeste y este bonaerense expuesta al estuario y al mar abierto, se depositaron una serie de cordones formados por la acumulación de resaca litoral, los que integran la Formación Atalaya, la que se compone de conchillas, arcillas limosas verdes y lentes intercalados de arenas ﬁnas. El análisis de los restos fósiles que contiene señala un ambiente estuárico de aguas cálidas.
Este mar sería coetáneo con la depositación de la formación Luján, sedimentos que cubrieron la zona centro-oeste de la provincia de Entre Ríos (formación Tezanos Pintos o “Cordobense”).
Luego de los 6000 años AP da comienzo una fase regresiva que en mil años hace descender el nivel marino 1,5 metros, por lo que hacia 5000 años AP se encontraba en 5 metros sobre el nivel actual. Esta cota se mantuvo estable durante unos 1500 años, ya que de manera relativamente brusca hacia el año 3500 AP bajaron las aguas 2,5 metros, es decir, las mismas estaban 2,5 metros sobre el nivel actual. A partir de esta fecha las aguas continuaron progresivamente disminuyendo hasta llegar a la cota presente hoy en día.
Este prolongado descenso del nivel marino se debió a la entrada de un periodo climático dominantemente árido (con algunos momentos de fluctuaciones húmedas) y con tendencia general a un enfriamiento.
Durante el mismo, los biomas marinos dieron lugar primero a otros estuariales, formados por enormes planicies de mareas, y finalmente otra vez a ecosistemas completamente dulceacuícolas, gracias al lavado de las sales favorecidos por el enorme volumen de aguas dulces transportados por los grandes ríos Paraná y Uruguay.